# Амикири
Амикири (яп. 網切) — ёкай в японском фольклоре, впервые изображённый в книге Ториямы Сэкиэна «Иллюстрированный ночной парад 100 демонов».

## Образ
Он изображен с клешнями, похожими на клешни краба или скорпиона, но поскольку в книге нет объяснительного текста, не ясно, чьи именно. Многие ёкаи, изображенные в «Иллюстрированный ночной парад 100 демонов», были сделаны со ссылкой на работы предшественника, такие как «Hyakkai Zukan». Возможно, концепция амикири основана на той, которая наиболее близка ей в предыдущих работах, Камикири.
В различных работах периода Сёва, Хэйсэй и других периодов, объясняется, что амикири — ёкай, который разрезает рыбацкие и москитные сети.
Согласно трудам исследователя ёкаев Кацуми Тада, «ами» (в значении сетки) может заставить человека задуматься об «ами» в значении мизидацеи, поскольку слова являются омофонами. Поэтому возможно, что образ амакири (существа, похожего на мизидацею) — создан Ториямой из-за игры слов. Однако у мизидацеи нет клешней на передних конечностях, поэтому некоторые критики высказываются против идеи о том, что мизидацея могла иметь что-то общее с картиной.

## Легенда
В книге Норио Ямада «Тохоку Кайдан но Таби» рассказывается история, произошедшая в районе Сёнай, префектура Ямагата. В истории повествуется о рыбацкой деревне, где амикири неоднократно разрезал рыбацкие сети. Один житель попытался препятствовать этому, выдернув сеть из воды и забрав с собой домой. Однако на следующий день он обнаружил, что все накомарники в его доме были разрезаны, а сам он был покрыт комариными укусами.
Исследователь ёкаев Кэндзи Мураками не смог подтвердить существование легенды о ёкае под названием «амикири» из любого другого источника в префектуре Ямагата, что делает вероятным, что данная «легенда об амикири» была создана Ямадой.